# Província de Settsu
Settsu escrit formalment com a Settsu no kuni (摂津国), província de Tsu (津国, Tsu no kuni), o Sesshu (摂州, Sesshū) era una antiga província del Japó, a la part de Honshū que en l'actualitat és la part oriental de la Prefectura de Hyōgo i la part nord de la Prefectura d'Osaka.
Osaka n'era la seva capital, i durant l'Era Sengoku el Clan Miyoshi governava Settsu i les seves províncies veïnes, Izumi i Kawachi, fins que varen ser conquistades per Oda Nobunaga. Després de la mort de Nobunaga van ser governades per Toyotomi Hideyoshi. Quan Hideyoshi va morir, el Consell que havia format per a garantir la seguretat del seu fill (successor) es va separar, i després de la batalla de Sekigahara la província va ser entregada als parents de Tokugawa Ieyasu. Des d'aleshores va ser dividida en diversos dominis.